# Аддис-Зэмэн (газета)
«Аддис-Зэмэн» (амх. አዲስ ዘመን — Новая Эра) — эфиопская газета на амхарском языке, выпускаемая федеральным правительством.

## История
Газета основана 7 июня 1941 года как четырёхстраничный еженедельник. Еженедельник основан императором Хайле Селассие после освобождения страны. Название газеты ссылается на освобождение Эфиопии от итальянского колониального господства. Первым главным редактором газеты стал Амде Микаэль Десалень. 5 мая 1946 года «Аддис-Зэмэн» стала широкополосной, а позже — ежедневной газетой.
Главный офис газеты находится в Аддис-Абебе. Газета издаётся Агентством печати Эфиопии. По воскресеньям в газете выходят обширные публикации о культурной деятельности детей страны.